# مایکل برینی فری
مایکل برینی فری (انگلیسی: Michael Brini Ferri؛ زادهٔ ۱۸ ژوئیهٔ ۱۹۸۹) بازیکن فوتبال اهل ایتالیا است.